# 462
462（四百六十二、四六二、よんひゃくろくじゅうに）は、自然数また整数において、461の次で463の前の数である。

## 性質
- 462は合成数であり、約数は1, 2, 3, 6, 7, 11, 14, 21, 22, 33, 42, 66, 77, 154, 231, 462である。
  - 約数の和は1152。
  - 111番目の過剰数である。1つ前は460、次は464。
  - 約数を16個もつ16番目の数である。1つ前は456、次は510。
    - 約数を n 個もつ n 番目の数である。1つ前は9801。次は21559177407076402401757871041。(オンライン整数列大辞典の数列 A073916)
- 462 = 21 × 22
  - 21番目の矩形数である。1つ前は420、次は506。
- 462 = 211 + 212 = 222 − 221
  - 21の自然数乗の和とみたとき1つ前は21、次は9723。
- 2から42までの偶数の和である。
- 462 = 2 × 3 × 7 × 11
  - 4番目の四素合成数である。1つ前は390、次は510。(オンライン整数列大辞典の数列 A046386)
- 各位の積が各位の和の4倍になる7番目の数である。1つ前は426、次は624。(オンライン整数列大辞典の数列 A062036)
- 462 = 12 + 102 + 192 = 22 + 132 + 172
  - 3つの平方数の和2通りで表せる107番目の数である。1つ前は457、次は466。(オンライン整数列大辞典の数列 A025322)
  - 異なる3つの平方数の和2通りで表せる90番目の数である。1つ前は459、次は468。(オンライン整数列大辞典の数列 A025340)
- 異なる4つの平方数の和23通りで表せる最小の数である。次は558。
  - 異なる4つの平方数の和 n 通りで表せる最小の数である。1つ前の22通りは546、次の24通りは606。(オンライン整数列大辞典の数列 A025417)
- 4つの平方数の和23通りで表せる最小の数である。次は558。
  - 4つの平方数の和 n 通りで表せる最小の数である。1つ前の22通りは390、次の24通りは378。(オンライン整数列大辞典の数列 A025416)
- 3桁以上の数で最大桁と最小桁で作る数で元の数を割り切れる52番目の数である。1つ前は451、次は473。(オンライン整数列大辞典の数列 A108343)
例．462 ÷ 42 = 11
  - 46…62 の形の数はすべて42の倍数である。(例．46…62 = 11…11 × 42)
- 平方数の下3桁が444になる2番目の数である。1つ前は38、次は538。(オンライン整数列大辞典の数列 A039685)
4622 = 213444
- 約数の和が462になる数は1個ある。(461) 約数の和1個で表せる88番目の数である。1つ前は458、次は464。
- 各位の和が12になる41番目の数である。1つ前は453、次は471。

## その他 462 に関連すること
- 西暦462年
- 紀元前462年
- 車輪配置 4-6-2